# Teraucsi Hiszaicsi
Gróf Teraucsi Hiszaicsi (寺内 寿一; Hepburn:  Hisaichi Terauchi; 1879. augusztus 8. – 1946. június 12.) a Japán Birodalmi Hadsereg tábornagya volt, és a második világháború idején a Déli Expedíciós Hadseregcsoportot vezette.

## Élete

### Fiatalkora
Teraucsi Jamagucsi prefektúrában született, mint Teraucsi Maszatake miniszterelnök legidősebb fia. 1900-ban végezte el a Japán Császári Katonai Akadémiát és harcolt az orosz-japán háborúban.
A háború után Teraucsi beirakozott a Japán Vezérkari Akadémiára és 1909-ben el is végezte azt. Ezután Németországban tevékenykedett, mint katonai attasé és előadó a Katonai Akadémián.

### Felemelkedése
1919-ben megkapta a kazoku arisztokrácia-rendszer grófi (hakusaku) rangját és ezredessé léptették elő. 1924-ben pedig vezérőrnagy lett. 1926-ban a Szanjó vasútvonalon utazott, amikor a vonat kisiklott és 34 ember meghalt. Teraucsi nem sérült meg a balesetben.1927-ben a Koreai Hadsereg vezérkari főnöke lett. Miután 1929-ben vezérőrnaggyá léptették elő, megkapta az 5. hadosztály parancsnoki tisztét, majd 1932-ben a 4. hadosztályhoz helyezték át. 1934-ben a japán Tajvani Hadsereg főparancsnoka lett.
1935. októberében tábornoki rangra emelkedett. Ekkor kezdett el belefolyni a politikába a Császári Út Párt (皇道派, Kódóha) tagjaként. Az 1936-os február 26-i incidens után a katonai körök őt szemelték ki a hadügyminiszteri posztra, és ez tovább mélyítette a hadsereg és a polgári pártok közötti ellentéteket. Ezt a pozíciót egészen 1937-ig töltötte be.

### Kínában
Az aktív katonai szolgálatba akkor tért vissza, mikor 1937-ben megindult a második kínai–japán háború, és a japán Észak-Kína Területi Hadsereg vezetésével bízták meg. 1938-ban kapta meg a Felkelő Nap Rendje kitüntetés 1. osztályát. 1941. november 6-án áthelyezték a Déli Expedíciós Hadseregcsoporthoz, és ezután nem sokkal hozzálátott megvitatni a japán háborús terveket Jamamoto Iszoroku admirálissal.

### Délkelet-Ázsia

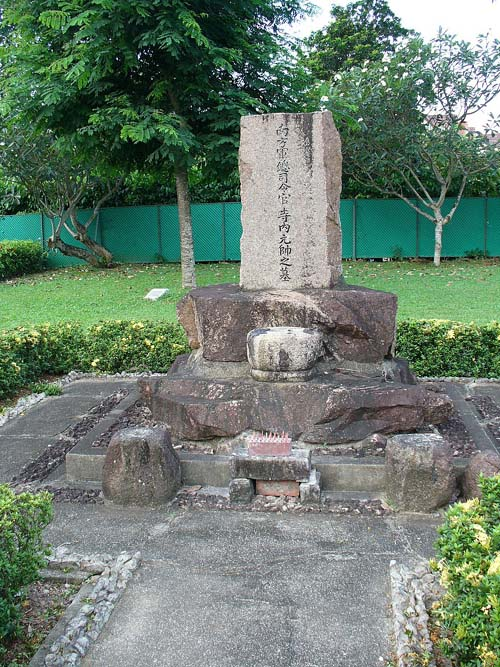
Hsziaicsi emlékműve a szingapúri japán temetőparkban

A Délkelet-ázsiai hódítás idején a britektől elfoglalt Szingapúr városában rendezte be főhadiszállását. 1943. június 6-án léptették elő tábornaggyá, és 1944. májusában a Fülöp-szigetekre helyezte át központját. Mikor az amerikaiak fenyegetni kezdték a területet, az Indokínában található Szaigonba menekült. 1945. május 10-én, amikor tudomására jutott, hogy Burmát a britek visszafoglalták, gutaütést kapott. 1945. szeptember 12-én 680 000 japán katona adta meg magát Délkelet-Ázsiában, az őt helyettesítő Itagaki Szeisiró vezetésével. Teraucsi maga november 30-án külön kapitulált Lajos Ferenc battenbergi herceg előtt. 1946. június 12-én halt meg börtöne cellájában agyvérzés miatt.

### Hagyatéka
Családi tulajdonát, vakizasi rövidkardját november 30-án adta át Lajos Ferenc battenbergi hercegnek. A kard 1413-ban készült és mind a mai napig a Windsori kastélyban található. A fegyver majdnem diplomáciai botrányt kavart, amikor Naruhito japán trónörökös '80-as években történt látogatásakor az anyakirályné azt javasolta, hogy a kardot jól látható helyre tegyék a fogadáson. A királynő azonban elvetette az ötletet.

## Fordítás
- Ez a szócikk részben vagy egészben  a   Hisaichi Terauchi című angol Wikipédia-szócikk ezen változatának fordításán alapul.  Az eredeti cikk szerkesztőit annak laptörténete sorolja fel. Ez a jelzés csupán a megfogalmazás eredetét és a szerzői jogokat jelzi, nem szolgál a cikkben szereplő információk forrásmegjelöléseként.